# 塔里駅
塔里駅（タムニえき）は、大韓民国慶尚北道義城郡にかつて存在した韓国鉄道公社中央線の駅である。

## 駅構造
- 島式ホーム1面2線の地上駅。

## 歴史
- 1940年3月1日：開業[1]。
- 1950年8月7日：朝鮮戦争により駅舎焼失。
- 1997年12月31日：現在の駅舎が完成。
- 2005年9月30日：貨物取扱中止。
- 2024年12月20日：新線への切り替えに伴い廃止。

## 隣の駅
韓国鉄道公社
中央線
義城駅 - (飛鳳信号場) - 塔里駅 - (友保駅) - 花本駅